# ساوت‌همپتون
ساوت‌همپتون (به انگلیسی: Southampton) شهری است در انگلستان واقع در ناحیه جنوب شرقی انگلستان.
جمعیت این شهر بر اساس آمار ۲۰۱۸ حدود ۲۶۹٬۷۸۱ نفر ارزیابی شده‌است.

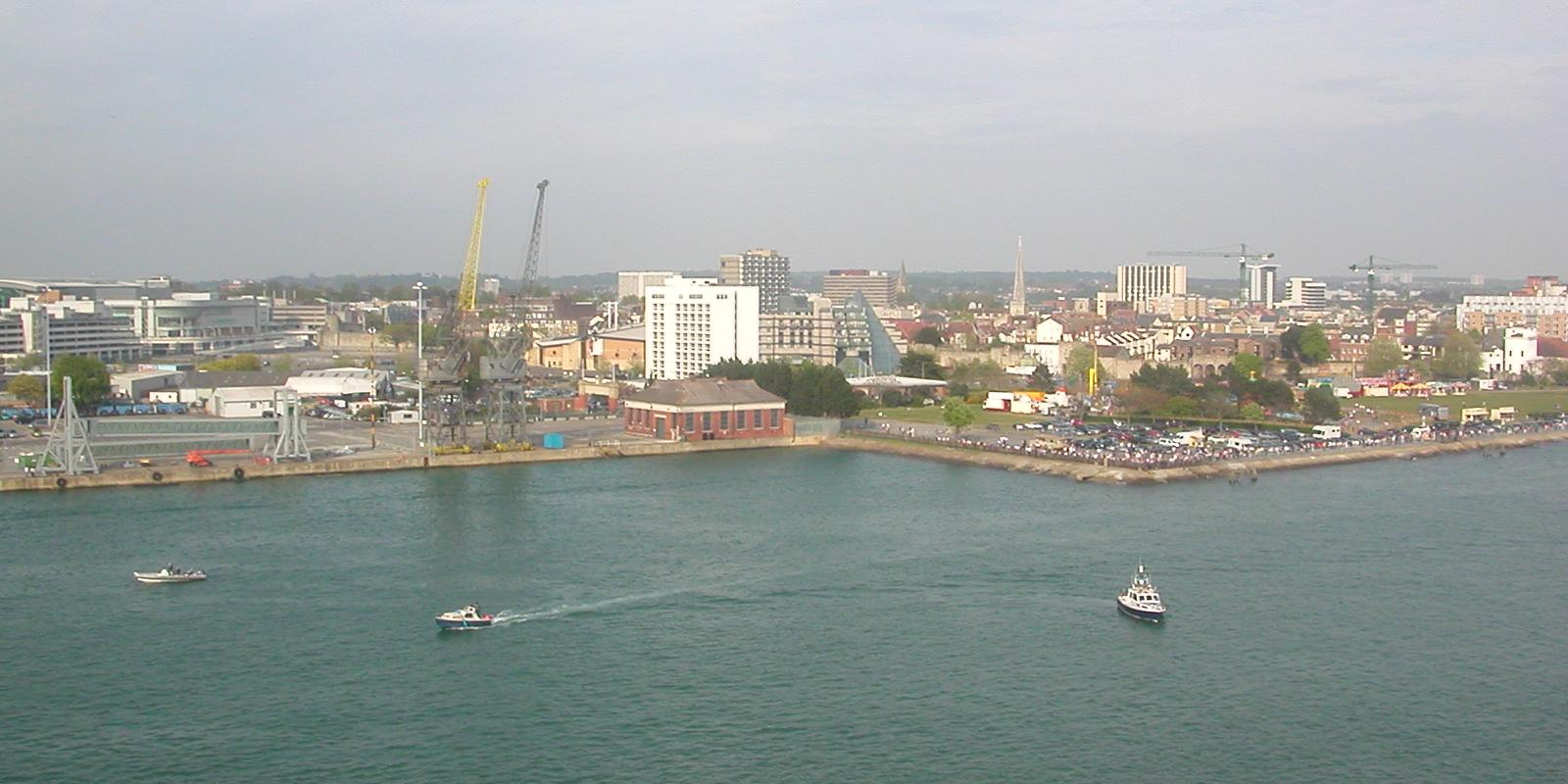